# Pukkisaari (ö i Norra Savolax, Kuopio, lat 62,86, long 27,99)
Pukkisaari är en ö i Finland. Den ligger i sjön Iso Kivijärvi och i kommunen Kuopio i den ekonomiska regionen  Kuopio ekonomiska region  och landskapet Norra Savolax, i den centrala delen av landet, 300 km nordost om huvudstaden Helsingfors. Öns area är 6,8 hektar och dess största längd är 350 meter i nord-sydlig riktning.